# Jozef Rychvalský
Jozef Rychvalský (26. března 1905 Bardejov – 8. února 1979 Bardejov) byl slovenský a československý politik Komunistické strany Slovenska a poúnorový poslanec Národního shromáždění ČSR.

## Biografie
Profesí byl dělníkem. V roce 1953 bydlel v Prešově. Byl tehdy předsedou Krajského výboru obránců míru.
Po volbách roku 1948 byl zvolen do Národního shromáždění za KSČ ve volebním kraji Prešov. Mandát nabyl až dodatečně v červenci 1951 jako náhradník poté, co rezignoval poslanec Pavol Čollák. V parlamentu zasedal do konce funkčního období, tedy do voleb v roce 1954.